# Homestuck
『Homestuck』(ホームスタック)とはアンドリュー・ハッシーによって描かれたアメリカのウェブコミックであり、作者のウェブコミックサイトMS Paint Adventures(通称MSPA)で４番目に公開された冒険物語である。現在はビズメディアとのライセンス契約を結びサイト名がHomestuckに変更されている。

## 概要
壮大なポップカルチャー現象の1つとしてアメリカを中心に人気を博しネットの間で話題となった。このウェブコミックの特徴としてイラスト、GIFアニメーション、メッセージログ、音楽、およびAdobe Flashで制作されたアニメーションやゲームなどのメディアミックスによって構成されている。総ページ数8,124ページとMSPAの中でもっとも長い冒険物語となっており、ハッシーによるとジャンルは「現代版創造神話」であると言われている。 2009年4月13日から2016年4月13日の7年間ウェブ上で連載され、エンドクレジットは同年10月25日に公開された。
HomestuckはThe Sims、Spore、MOTHER2のようなゲームからインスピレーションを得ており、MS Paint Adventuresの3番目の作品であるProblem Sleuthと同様アドベンチャー、タイムトラベル、ミステリー、ポップカルチャーや複雑な架空世界を特徴としているが、過去作とは対照的にオンラインゲームやインターネット文化などの現代社会を重点に置かれている。
更にはFlashやHTML5を使ったアニメーションやゲームが導入され、トビー・フォックスを筆頭とするミュージックアーティストが楽曲提供したり、ストーリー後半になるとイラストレーターやアニメーターを雇い作画の精度を上げるなどと今までとはまったく違うやり方で連載するようになる。またHomestuckの作画は基本的にPhotoshopで描かれている。Homestuckが正式連載される前に作画をすべてFlashで制作する計画を発表したが時間がかかり過ぎるという理由からペイントのスタイルに戻している。
ウェブコミックの初期のスタイルとしてブログや掲示板のフォーラムを使い、ファンに出された指示(コマンド)によってどのようにキャラクターを動かすというものであったが、2010年頃からファンが急激に増え、ファンの指示通りにキャラクターを動かすのが難しくなり辻褄が合ったストーリーを伝えるためこのスタイルを廃止している。

## あらすじ

スバーブベータ版のロゴ

2009年4月13日、主人公のジョン・エグバートが13回目の誕生日に友達のローズ、デイブ、ジェイドと話題の新作ゲーム"スバーブ ベータ版"をプレイするところから物語が始まる。コンピューターにゲームをインストールすると現実世界とリンクしてしまい、ゲームを始めたことにより空から隕石が接近し始める。衝突寸前でジョンはゲームによって別次元に送られ奇跡的に生き残るが、やがて彼らは無意識に地球の破壊を引き起こしたことを知り、新しい宇宙を創るためゲームを進めていくのであった。

## 世界観

### スバーブ
スバーブ(Sburb)とは主人公達がプレイするオープンワールド型ゲームで本作の舞台である。このゲームはマルチ専用であり一人でのプレイはできない。トロールの場合ではこのゲームを「スグラブ(Sgrub)」と呼んでいたことから世界や宇宙によって名前が違うと考えられる。 
1P（クライアント）がゲームを起動すると、そのパートナーとなる2P（サーバー)が1Pの周りのものを動かすことができるようになる。二人で協力してゲーム入りに必要なアイテムを1Pの家に置いていき、落ちてくる隕石が1Pの家を破壊する前にゲームへ入るための最初の謎を解く。 
これでゲーム入りに成功すれば、1Pがゲーム中のもう一つの宇宙「インシピスフィア(Incipisphere)」へと取り込まれ、自分の「惑星」と「ミディアム」に降り立つ。 
それから2Pが次のプレイヤーに連絡し、一緒にゲームを始め、最初と同様にゲーム入りのステップを繰り返す。最後のプレイヤーが、最初にゲームに入った1Pをパートナーとする。 
プレイヤーが全員無事にインシピスフィアへと取り込まれた後は、それぞれの星を探索し魔物と戦ったり謎を解いたりしていく。プレイヤーの最終目標はインシピスフィアの真ん中にある創造の星「スカイア(Skaia)」が宇宙の争いで破壊される前にラスボスを倒し、スカイアの力で「新しい宇宙」を創り出すことである。 この説明はプレイヤーが作成したスプライト(Sprite)から行われる。 

## プレイヤー

### 人間
地球の住人。作中の人間は全員白い肌黒髪または白髪で描かれている。ベータ世界では2009年4月13日に主人公ジョンが友達のローズ、デイブそしてジェイドと協力しながらスバーブをプレイする。

### トロール

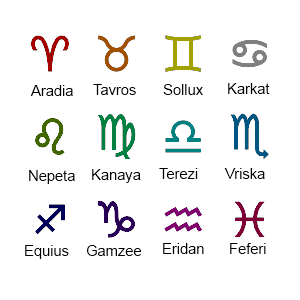

惑星オルターニアに住むヒューマノイドの宇宙人。トロールには「西洋風の鬼」と「荒らす者」の両方の意味が含まれ、インターネットの荒らしとして登場する。Homestuckに登場する主要トロールは12星座がモチーフであり、Act5までは詳しい正体は明かされずしばしばペスターチャムでジョンたちを悩ませている。ベータ世界では2010年6月12日に赤、青2つのチームに分かれてスグラブをプレイする。
トロールの社会には血の色をベースとした階級制度があり、赤錆色の血のトロールが農民、青い血のトロールが貴族、赤紫色の血を持つトロールが皇族となる。藍色以上の階級のトロールには殺戮本能があり非常に凶暴である。 各トロールにはそれぞれカーストの色で割り当てられ、記号が描かれた服を着ている。カーカットなどのキャンディーレッドの血を持つトロールは最下層とされているため色や記号を隠している。 また大人が全員自らの星を去って広い宇宙で他の星を侵略し続けているため、幼いトロールは代わりにルーサスという魔物に育てられる。 
トロールには「メイトスプリット(Matesprit)」「キスメシス(Kismesis)」「モイレイル(Moirail)」「オースピスティス(Auspistice)」という、それぞれ恋愛・憎悪・友好・仲裁に当てはまる4つの感情の種類(Quadrantsと呼ばれる)が存在する。それぞれはトランプのマークで表される。 恋愛と憎悪は性的な関係になり、友好と仲裁はプラトニックな関係になる。 基本的には男女間での恋が一般的であるが、トロールは同性でも子孫を残せるシステムを有しているため、同性同士で結ばれることにも抵抗がない。 

### ケルビム
破滅の前兆と思われる一族。緑色の肌、頭蓋骨の頭、長い爪や牙を持つ。生まれた際は蛇のような見た目だが幼体は人間と同じような体形をしており、成体では大蛇やドラゴンを思わせる姿となる。 自らの惑星がないので寄生虫的な生物と考えられている。

## 主要人物
ベータキッズ
2009年4月13日にスバーブをプレイする4人の主人公。
ジョン・エグバート(John Egbert)
本作の主人公で13歳の少年(初登場時)。4月13日生まれ。黒い短髪で四角い眼鏡をかけている。 武器はハンマー。イメージカラーはブルー。
仲間想いで天然な性格。映画、ゲーム、いたずらが好きでピアノが上手。趣味はプログラミングだがお世辞にも上手いとは言えない。ピーナッツアレルギーで苦手なものはお菓子とピエロ。
父親と一緒にワシントン州に住んでいるが、父親との趣味が合わず複雑な気持ちでいる。
ローズ・ラロンド(Rose Lalonde)
13歳の少女(初登場時)。12月4日生まれ。 白いショートヘアでカチューシャをしている。 武器は編み針。イメージカラーはラベンダー。
知的で勇敢な性格。心理学、クトゥルフ神話、物語を書くこと、編みものが趣味でヴァイオリンが上手。強迫性障害のせいでなんでも完璧にこなそうとする。
アルコール中毒の母親と一緒にニューヨーク州に住んでいるが、反抗期なためか母親のことを避けている。
デイブ・ストライダー(Dave Strider)
13歳の少年(初登場時)。12月3日生まれ。白い髪の七三分けで丸いサングラスをかけている。 武器は折れた剣。イメージカラーはレッド。
クールな性格だが実は不器用。クールさを失くさずに自分らしさを見つけようと苦労している。ラップや皮肉が好きでサンプラーの演奏が上手だがラップは不評である。
ラッパーの兄と一緒にテキサス州に住んでいるが、兄からスパルタ教育を受けており心に傷を負っている。
ジェイド・ハーリィ(Jade Harley)
13歳の少女(初登場時)。12月1日生まれ。 黒のロングヘアで丸メガネをかけている。武器はライフル。イメージカラーはライムグリーン。
元気で明るい性格だが短気な一面も。科学、核物理学、園芸、動物が好きでベースを弾くのが上手。たまにフルートを吹くが下手くそである。ナルコレプシーのせいで突然寝てしまう事がある。
犬のベクレルと一緒に、太平洋の真ん中にある島に住んでいる。幼い頃は祖父と一緒に住んでいたが、何者かに殺されてしまい今は剥製になっている。
ベータトロール
惑星オルターニアに住むヒューマノイドの宇宙人。12星座がモチーフとされ2010年6月12日に2つのチームに分かれてスグラブをプレイする。
ベータトロール初登場時の年齢は6歳となっているが人間の年齢で13歳に当たる。
アラディア・メギド(Aradia Megido)
13歳の少女(初登場時)。「おひつじ座」がモチーフで血の色はラストレッド(赤茶色)。 生前使っていた武器は鞭。死んでからは超能力を使う。
生前は明るく快活な性格だったが、とある事件で死んでからは物静かで感情が無くなっている。途中、エクィウスの作ったロボットに憑依してアラディアボットとなり、事件の復讐を果たす。
タヴロス・ナイトラム(Tavros Nitram)
13歳の少年(初登場時)。「おうし座」がモチーフで血の色はブロンズ(茶色)。 武器は槍。動物や魔物を操れる能力を持つ。
子供っぽく純粋な性格でおどおどしているが、なぜか男女問わずモテる。事故により普段は車椅子生活を送っている。動物が好きで、妖精やピューパーパン(ピーターパンのトロール版)の存在を信じている。ルフィオという想像上の友達がいる。
ソラックス・キャプター(Sollux Captor)
13歳の少年(初登場時)。「ふたご座」がモチーフで血の色はゴールド(金色)。 超能力を使い、目からビームを放つ。
まじめで消極的な性格。双極性障害持ちで、牙が長いため構音障害もある。プログラマーとしての実力はベータトロール一である。
カーカット・ヴァンタス(Karkat Vantas)
13歳の少年(初登場時)。6月12日生まれ。「かに座」がモチーフで血の色はキャンディーレッド(赤色)だが、この色は最下級の色であるため、灰色のシンボルで血の色を隠している。武器は鎌。
非常に短気な性格でいつもキレている。口が悪いが裏では自分を嫌っているところもある。仲間想いな面もあるが、一方的に自分を12人のリーダーだと名乗っている。ラブコメ系の映画が好き。
ネペタ・レイオン(Nepeta Leijon)
13歳の少女(初登場時)。「しし座」がモチーフで血の色はオリーブグリーン(黄緑色)。 武器は爪。身体能力が高く、敏捷に動き回る。
しっかりした性格。ロマンスが大好きで仲間の中で誰がくっつくか観察している。なりきりチャットをしたり猫のダジャレを言う。エクィウスとは強い絆があり過保護っぷりには呆れながらも彼を誇りに思っている。
カナヤ・マリャム(Kanaya Maryam)
13歳の少女(初登場時)。「おとめ座」がモチーフで血の色はヒスイ(緑色)。 武器はチェーンソー。おしゃれ好きで戦闘時には口紅を塗り衣装チェンジもする。
普段は大人っぽく穏やかな性格だが怒るととても怖い。いつも一方的に他人の世話をしようとするため、「おせっかい屋さん」とよく言われている。吸血鬼ロマンス小説が好きで、後にトロール界での吸血鬼に当たるレインボードリンカーになる。
テレジ・パイロープ(Terezi Pyrope)
13歳の少女(初登場時)。「てんびん座」がモチーフで血の色はテールグリーン(青緑色)。 武器は仕込み杖。
正義感が強く悪事を許さない性格。とある事件がきっかけで盲目になるが、代わりに鼻や舌が利くようになり、匂いや味で物事を確かめる。ドラゴンが大好きで、よくドラゴンのぬいぐるみと検事ごっこをして遊んでいる。将来の夢はトロール界の弁護士になること。
ヴリスカ・サーケット(Vriska Serket)
13歳の少女(初登場時)。「さそり座」がモチーフで血の色はセルリアン(藍色)。 武器は先祖が持っていた八面ダイス。人を操る能力を持つ。
強気で無謀な性格だが寂しがり屋な一面もある。海賊やお宝、数字の8が好き。片目が複眼になっている。FLARPというライブRPGで仲間達とよく遊んでいた。海住のトロールと仲が悪い。
エクィウス・ザハーク(Equius Zahhak)
13歳の少年(初登場時)。「いて座」がモチーフで血の色はインディゴブルー(紺色)。 武器は弓だが怪力のせいで弓が壊れてしまうため、普段は素手で戦う。
不器用な性格で普段から汗をかいている。昔の階級社会に強く影響されており血統には厳格。筋肉を鍛える事が趣味で馬が好き。緊張すると不意に馬ダジャレを言ってしまう。
ロボティクスが得意で、不自由になった仲間のために義足などを作ってくれる。
ガムジー・マカラ(Gamzee Makara)
13歳の少年(初登場時)。「やぎ座」がモチーフで血の色はバイオレット(青紫色)。 武器はクラウンクラブ。他人の怖がることを夢の世界に実現できる力を持つ。
普段はマイペースな性格。ピエロのような見た目をしている。有害なスライムを摂取してるため常にボーっとしている。ハイブラッドの血統から殺人衝動に駆られやすい。
エリダン・アンポラ(Eridan Ampora)
13歳の少年(初登場時)。「みずがめ座」がモチーフで血の色はパープル(紫色)。 武器は先祖が持っていたライフル。
傲慢な性格。海に住む貴族であり、自分より階級が下のトロールを見下している。ナンパをしたり人の悪口を言う為仲間から嫌われており、同じ貴族で仲の良いフェフェリからも見放されてしまう事がある。
フェフェリ・ペイシス(Feferi Peixes)
13歳の少女(初登場時)。「うお座」がモチーフで血の色はフューシャ(赤紫色)。 武器はトライデント。
ハツラツとした性格。海に住む皇女だがエリダンとは違い、陸住みのトロールも大事に思っている。イカやタツノオトシゴを何匹も飼っており魚のダジャレを言う。
社会の理不尽さをいつか変えてみせるという大きな夢を抱いている。

### ベータキッズの保護者
お父さん(Dad)
ジョンの父親。帽子を被りパイプをくわえている。お菓子作りが趣味でケーキやシェービングクリームで戦う。
お母さん(Mom)
ローズの母親。ロクシーと髪型が似ている。アルコール中毒でいつもマティーニの入ったワイングラスを持っている。
兄貴(Bro)
デイブの兄。 キャップを被りダークと同じ逆三角形のサングラスをかけている。パペットや人形をたくさん持っており、人形のリルカル(Lil Cal)でよく弟のデイブをからかう。
おじいちゃん(Grandpa)
ジェイドの祖父。ジェイクと似た出っ歯で、四角い眼鏡をかけている。幼い頃のジェイドと一緒に住んでいたが何者かに殺されてしまう。剥製を作るのが趣味で後に自身も剥製になっている。
ベクレル(Becquerel)
ジェイドの飼い犬。不思議な力を持っている。

### スプライト
プロトタイプされたスプライト、プレイヤーがミディアム入りした際の案内役兼サポーター役となる。 
ナンナスプライト(Nannasprite)
ジョンのスプライト。 ハーレークインスプライトがナンナの遺灰を被ってプロトタイプされた。
スバーブについて案内をしたりジョンのサポートをする。目からビームが出たりクッキーを作って回復させてくれる。シアン色のテキストで喋る。
ヤスパースプライト(Jaspersprite)
ローズのスプライト。 ローズの飼い猫であるヤスパースの死体をと不気味な人形がプロトタイプされた。
「ミャオ」と鳴いたり喉を鳴らしたりするが、普通に話すこともできる。ピンク色のテキストで喋る。
デイブスプライト(Davesprite)
デイブのスプライト。刀が刺さって死んだカラスと別の世界から来たデイブがプロトタイプされた。
自分の世界では仲間の死によってゲームがクリアできなかった為、この世界のデイブ達に協力し共にクリアを目指す。デイブとは性格が少々異なり、ダークのように自己否定気味。オレンジ色のテキストで喋る。
ジェイドスプライト(Jadesprite)
ジェイドのスプライト。 ベックスプライトに、剥製にされたドリームセルフのジェイドがプロトタイプされた。
ベクレルの能力を使用し戦うことを期待されてプロトタイプされたが、本人は戦うなどできないと話している。エメラルド色のテキストで喋る。

### アルファキッズ
2011年11月11日にアルファ世界でSburbをプレイする4人の主人公。
ジェーン・クロッカー(Jane Crocker)
15歳の少女(初登場時)。黒いショートヘアーで楕円の眼鏡をかけている。イメージカラーはシアン。武器はスプーンとフォークの形に変化できるステッキ。
明るく仲間想いな性格。18歳になる時、ベティークロッカー社を社長として受け継ぐことになっている。ジョン同様ピアノが上手。探偵小説が好き。 父親と一緒にワシントン州に住んでいる。
ロクシー・ラロンド(Roxy Lalonde)
15歳の少女(初登場時)。白い外ハネセミロングで黒いタイツを穿いている。 イメージカラーはピンク。武器はライフルだが素手でも戦える。
人懐っこく惚れっぽい性格だが寂しがりやな一面もある。酒飲みで普段はほろ酔い状態。一見だらしなく見えるが、実はメンバーの中で一番大人かつまとも。
ゲームと科学、猫、母親が書いた小説が好き。 25世紀のニューヨーク州のキャラペイシャンの街で、母親の家に住んでいる。
ダーク・ストライダー(Dirk Strider)
15歳の少年(初登場時)。白い髪で尖ったサングラスをかけている。 イメージカラーはオレンジ。武器は折れない刀。
クールな性格だが少しお節介な節があり、いつも友達を裏から支援している。計算高くメンバーの保護者のように振る舞まっているが寂しがりやな一面もある。ロボティクスやラップが趣味で、人形や馬が好き。
25世紀の一面海と化したテキサス州で、憧れの兄のマンションに住んでいる。
ジェイク・イングリッシュ(Jake English)
15歳の少年(初登場時)。黒い短髪の出っ歯で四角い眼鏡をかけている。イメージ及びチャットカラーはエメラルド。武器は二丁拳銃。
好奇心旺盛で自己中心、自己保身的な性格だがよくモテる。ロマンチストなのに鈍感なところもある。冒険や映画、アメリカンコミック、青色の肌の美人が好き。
太平洋の真ん中にある島に住んでいる。幼い頃は祖母と一緒に住んでいたが、祖母は何者かにより殺害されている。

### ケルビム
アルファキッズに声をかけた2人の宇宙人。 
カリオペ(Calliope)
ライムグリーン色の瞳と血を持つ少女。 武器は白い杖とピストル。キッズ達と対面する際は本来の姿を隠してトロールに扮する。
礼儀正しく明るい性格ではあるが恥ずかしがり屋な一面も。アルファキッズの大ファンであり、ファンアートや小説を書いたりコスプレまで楽しむ。
人間とトロールの文化を面白がり、特にその愛から生まれてくるロマンスに強く憧れている。カリボーンのことを「弟」と呼ぶが、二人は同じ体に宿る”双子”であるため、正しく言えば姉弟ではない。
カリボーン(Caliborn)
キャンディーレッド色の瞳と血を持つ少年。武器は黒い王笏とAK-47。
残酷で横暴な性格。ゲームが好き。姉のカリオペとは対照的にアルファキッズを嫌っているが、ダークだけはまあまあ面白いと思っている。
カリオペを殺し体を独り占めすることが目的。世界を滅茶苦茶にする為だけにスバーブをプレイしている。

## ファンコミュニティー
Homestuckのファンコミュニティーの規模は数百万であり、毎回何万人もの読者がサイトを訪れている。ある時点にFlashアニメーションをアップロードされたときにはサイトのサーバーがクラッシュしたことがあるほどである。ファンの間ではコスプレも盛んであり、アメリカのアニメイベントではHomestuckのコスプレが多くみられる。
俳優のダンテ・バスコもファンの一人であり、1991年の映画「フック」に出演していたルフィオというキャラクターが作中に登場している。これをきっかけにハッシーと交友関係をもたらし、ACT6ではバスコのタイピング癖と個性を持ったアルファトロールのルフィオーが登場している。

## サブプロジェクト

### Hiveswap
ゲームのプロジェクトは2012年9月4日にKickstarterが開始され、ファンからのクラウドファンディングを呼びかけ約一か月で総額250万ドル(二億越え)が集まり、HomestuckのスピンオフゲームHiveswapが正式に制作されることになった。
度重なる延期もあったが、2017年9月14日にACT1が発売されている。 

### Namco High
2013年12月17日にリリースされたPCゲーム「Namco High」(現在はサービス終了)はHomestuckとバンダイナムコのコラボ作品であり、原作者であるハッシーはクリエイティブディレクターを務めた。
Namco Highではジェーン、テレジ、デイブスプライトがゲストとして出演している。